# Sancergues
 Sancergues  es una población y comuna francesa, situada en la región de  Centro, departamento de Cher, en el distrito de Bourges y cantón de Sancergues.

## Demografía
| 858 | 863 | 942 | 865 | 807 | 718 |
| Para los censos de 1962 a 1999 la población legal corresponde a la población sin duplicidades (Fuente: INSEE [Consultar]) |     |     |     |     |     |